# Okręty podwodne typu L-5
Okręty podwodne typu L-5 – amerykańskie okręty podwodne z czasów pierwszej wojny światowej oraz okresu międzywojennego. Jednostki te były dalszym ciągiem rywalizacji koncepcji konstrukcyjnych Simona Lake'a oraz Johna Hollanda. Jednostki L-5 do L-8 zostały wybudowane według projektu należącej do Lake'a stoczni Lake Torpedo Boat Company, który przewidywał podwójny kadłub, stery głębokości na śródokręciu, szeroka rufę oraz komorę wyjściową dla nurków. Budowa tych okrętów przeciągnęła się z powodu bankructwa firmy Lake'a latem 1916 roku.
| Stocznia   | Okręt             | Wodowanie        |
| ---------- | ----------------- | ---------------- |
| Lake       | USS „L-5” (SS-44) | 1 maja 1916 1916 |
| Craig      | USS „L-6” (SS-45) | 11 sierpnia 1916 |
| Craig      | USS „L-7” (SS-46) | 28 września 1916 |
| Portsmouth | USS „L-8” (SS-48) | 23 kwietnia 1917 |

Jednostki projektu Lake'a, mimo dobrych silników, miały całkowicie przestarzały kadłub. W roku 1924 określono je z tego powodu jako całkowicie bezwartościowe w militarnym sensie. Toteż okręty projektu Lake'a zostały wycofane ze służby do roku 1925.